# Ipolyharaszti
Ipolyharaszti (szlovákul: Chrastince) község Szlovákiában, a Besztercebányai kerületben, a Nagykürtösi járásban.

## Fekvése
Nagykürtöstől 23 km-re délnyugatra, Balassagyarmattól északnyugatra fekszik.

## Nevének eredete
Az első fennmaradt írásos említése 1244-ből származik Gyormoth alakban, ami a magyar Gyarmat törzsnévből származhat. Ez a Gyarmat törzsből származó népelemre utalhat a helynév egykori (középkori) állandósulásakor. Később előtagként felbukkant a Haraszti helynév is, s végül ez állandósulhatott a településre.
A Haraszti formát, 1908-ban a magyar közigazgatásban az 1898/IV. törvénycikk nyomán a Belügyminisztérium rendelkezésére váltotta fel a hivatalos Ipolyharaszti, megkülönböztetve a többi hasonló nevű településtől. Az első bécsi döntést követően újból és mindvégig ezt a hivatalos magyar formát használták.
A második világháború után Csehszlovákiában a jogfosztások ideje alatt a magyar nyelv használatát előbb betiltották, majd korlátozták. Az 1948-as februári kommunista fordulat után fokozatos enyhülés következett. A szlovák jogrend értelmében a településeknek vagy azok részeinek ma is csak egy hivatalos szlovák neve van, tehát a magyar helységnévhasználat a kormányrendeletek mellékletei ellenére nem minősülnek hivatalos magyar helynévnek. Az 534/2011 sz. szlovák kormányrendeletének melléklete értelmében a szlovákiai közigazgatásban használható magyar forma Haraszti (ezt használják az önkormányzatok  a magyar nyelvű érintkezésükben legalább 1999-től, amióta a korábbi kormányrendelet hatályos és ez szerepel többek között a helységnévtáblákon is). A kisebbségi kormánybiztos hivatala által összeállított lista azonban nem veszi figyelembe még a szlovákiai azonos magyar névalakokat sem, mint ahogy a lista szlovák politikai befolyásoltsága is egyértelmű (kiváltképp e falu esetében is).
A településen már 2011 óta 15% alá csökkent a helyi magyarság részaránya, nyelvhasználati szempontból ezért is fontos azoknak a hozzászámítása, akik a második helyen jelölték be nemzeti kötődéseiket.

## Története
A falu Balassagyarmat határából irtványként alakult ki a 13. században. 1244-ben "Gyormoth" néven említik először oklevélben. 1290-ben "Harazti-Gyormoth" alakban szerepel írott forrásban. A 18. században a Gyürkiek, a Zichyek és a Majthényi család voltak birtokosai. 1828-ban 23 házában 172 lakos élt.
Vályi András szerint "HARASZTI. Harasztince. Magyar Kuriális Gyürki Urakat illető kis helység Hont Várm. lakosai katolikusok, és evangelikusok, fekszik a’ Bozóki járásban, Hazasnényének filiája, legelője elegendő, jó nevendék erdeje van, földgye két vetőre van fel osztva, szőlö hegye nintsen."
Fényes Elek szerint "Haraszti, (Chrasztincze), magyar-tót falu, Honth vmegyében, 112 kath., 57 evang. lak. Bort termeszt. F. u. Majtényi nemzetség. Ut. p. Balassa-Gyarmat."
A trianoni békeszerződésig Hont vármegye Ipolynyéki járásához tartozott, majd a csehszlovák állam része lett. 1938 és 1945 között újra Magyarország része.

## Népessége
| Év:            | 1994. | 2004.   | 2014.   | 2024.    |
| -------------- | ----- | ------- | ------- | -------- |
| Emberek száma: | 233   | 241     | 243     | 201      |
| Eltérés:       |       | +3,43 % | +0,82 % | -17,28 % |

| Év:            | 2023. | 2024.  |
| -------------- | ----- | ------ |
| Emberek száma: | 200   | 201    |
| Eltérés:       |       | +0,5 % |

1880-ban 160 lakosából 143 magyar és 7 szlovák anyanyelvű volt. Ebből 117 római katolikus, 33 evangélikus és 10 izraelita vallású volt.
1890-ben 151 lakosából 120 magyar és 26 szlovák anyanyelvű volt.
1900-ban 165 lakosából 132 magyar és 33 szlovák anyanyelvű volt. Ebből 132 római katolikus, 28 evangélikus és 5 izraelita vallású volt.
1910-ben 168 lakosából 157 magyar és 11 szlovák anyanyelvű volt.
1921-ben 204 lakosából 168 magyar, 32 csehszlovák és 4 állampolgárság nélküli volt.
1930-ban 239 lakosából 106 magyar, 131 csehszlovák és 2 állampolgárság nélküli volt. Ebből 183 római katolikus és 56 evangélikus vallású volt.
1941-ben 241 lakosa mind magyar volt.
1970-ben 239 lakosából 24 magyar és 215 szlovák volt.
1980-ban 202 lakosából 47 magyar és 155 szlovák volt.
1991-ben 232 lakosából 54 magyar és 177 szlovák volt.
2001-ben 230 lakosából 175 szlovák, 49 magyar, 5 cigány és 1 cseh volt.
2011-ben 242 lakosából 171 szlovák, 33 magyar és 17 cigány volt.
2021-ben 208 lakosából 170 (+9) szlovák, 24 magyar (11,54%; +18), 6 (+20) cigány, 8 ismeretlen nemzetiségű.

## Külső hivatkozások
- Községinfó
- Ipolyharaszti Szlovákia térképén
- E-obce.sk Archiválva 2008. december 6-i dátummal a Wayback Machine-ben